# 叶丹
叶丹（1929年—）原名张维邦，河北玉田人。中华人民共和国电影编剧。

## 生平
1949年，叶丹进入华北人民文工团担任演员。1954年自北京中央电影学院（北京电影学院的前身）编剧班毕业之后，留校任教。后来在文化部电影局电影剧本创作所、文化部秘书室任职。
1956年之后，担任上海电影制片厂编辑、编剧。其间，1965年参与大型艺术纪录片《大庆战歌》的集体创作。
叶丹是中国电影文学学会理事、上海电影家协会理事。

## 作品
叶丹的主要编剧作品有：
- 1974年《火红的年代》
- 1975年《战船台》（与杜冶秋合作）
- 1978年《沙漠驼铃》（与李伟梁合作）
- 1980年《好事多磨》（与黄进捷合作）
- 1982年《飞向太平洋》（与高型合作）
- 1982年《祸起萧墙》（与祝鸿生合作）
- 1985年《相思女子客店》
- 1986年《非常大总统》（与孙道临合作）
- 1986年《女儿经》
- 1989年《上海舞女》（上、下集）[1]